# Angel (singel Natashy Bedingfield)
Angel – piosenka pop stworzona przez LaShawna Danielsa, Emile’a Dernsta, Rodneya Jerkinsa, Johnsona Crystala oraz Ricka Love na trzeci album studyjny Natashy Bedingfield, Pocketful of Sunshine (2008). Wyprodukowany przez Darkchilda, utwór wydany został jako trzeci singel promujący krążek dnia 11 sierpnia 2008 w Stanach Zjednoczonych.

## Informacje o singlu
Po sukcesach poprzednich singli artystki "Love Like This" oraz "Pocketful of Sunshine" na amerykańskich listach przebojów, Bedingfield wydała na tamtejszy rynek muzyczny trzeci utwór promujący longplay. Kompozycja "Angel" miała premierę dnia 11 sierpnia 2008 w systemie airplay. Kilka tygodni po premierze piosenka stała się najczęściej granym utworem w amerykańskich stacjach radiowych.
Po raz pierwszy utwór został zaprezentowany publicznie dnia 5 września 2008 podczas gali NFL Opening Kickoff 2008 w Columbus Circle, w Nowym Jorku. Występ transmitowany był na żywo w telewizji NBC. Dnia 18 września 2008 Natasha pojawiła się w amerykańskiej edycji programu Mam talent!, America’s Got Talent. W celach promocyjnych "Angel" znalazł się na trackliście gry Wii, Boogie SuperStar.

## Teledysk
Wyreżyserowany przez Phila Griffina, teledysk do singla miał premierę dnia 10 września 2008 za pośrednictwem oficjalnej strony internetowej stacji telewizyjnej VH1 Vh1.com. Klip przedstawia artystkę przechadzającą się po wymalowanych pomieszczeniach w wielu awangardowych strojach. W videoclipie wykorzystane zostały efekty specjalne, by ukazać powieloną Bedingfield jako anioła. Podczas trwania teledysku ukazane są także ujęcia śpiewającej przy mikrofonie artystki wraz ze swoim zespołem. Klip zyskał przychylność zarówno krytyków muzycznych jak i fanów artystki.

## Listy utworów i formaty singla
Amerykański singel digital download
1. Angel (Album Version) – 4:08

## Pozycje na listach
| Lista przebojów (2008)            | Najwyższa pozycja |
| --------------------------------- | ----------------- |
| Kanada Billboard Hot 100          | 41                |
| USA Billboard Hot 100             | 63                |
| USA Billboard Pop 100             | 35                |
| USA Billboard Hot Dance Club Play | 1                 |